# Didemnum karlae
Didemnum karlae is een zakpijpensoort uit de familie van de Didemnidae. De wetenschappelijke naam van de soort is voor het eerst geldig gepubliceerd in 1920 door Michaelsen.